# Trude Dybendahl
Trude Dybendahl, född 8 januari 1966 i Oslo, död 23 augusti 2024 i Åsgreina i Akershus fylke, var en norsk längdskidåkare.
Dybendahl tävlade mellan åren 1986 och 1998 och deltog i fyra olympiska spel där hon tog tre raka (1988–1994) silver med det norska stafettlaget. Hennes bästa insats individuellt var en fjärde plats på 30 kilometer från OS 1994 i Lillehammer.
Dybendahls största merit individuellt var VM-guldet på 5 kilometer vid VM i Val di Fiemme 1991. Vid samma VM tog Dybendahl även silver på 15 kilometer och brons med Norge i stafetten.